# 王様達のハイキング IN BUDOKAN
『王様達のハイキング IN BUDOKAN』（おうさまたちのハイキング イン・ブドウカン）は、1982年11月21日に発表された、吉田拓郎のライブ・アルバムである。

## 解説

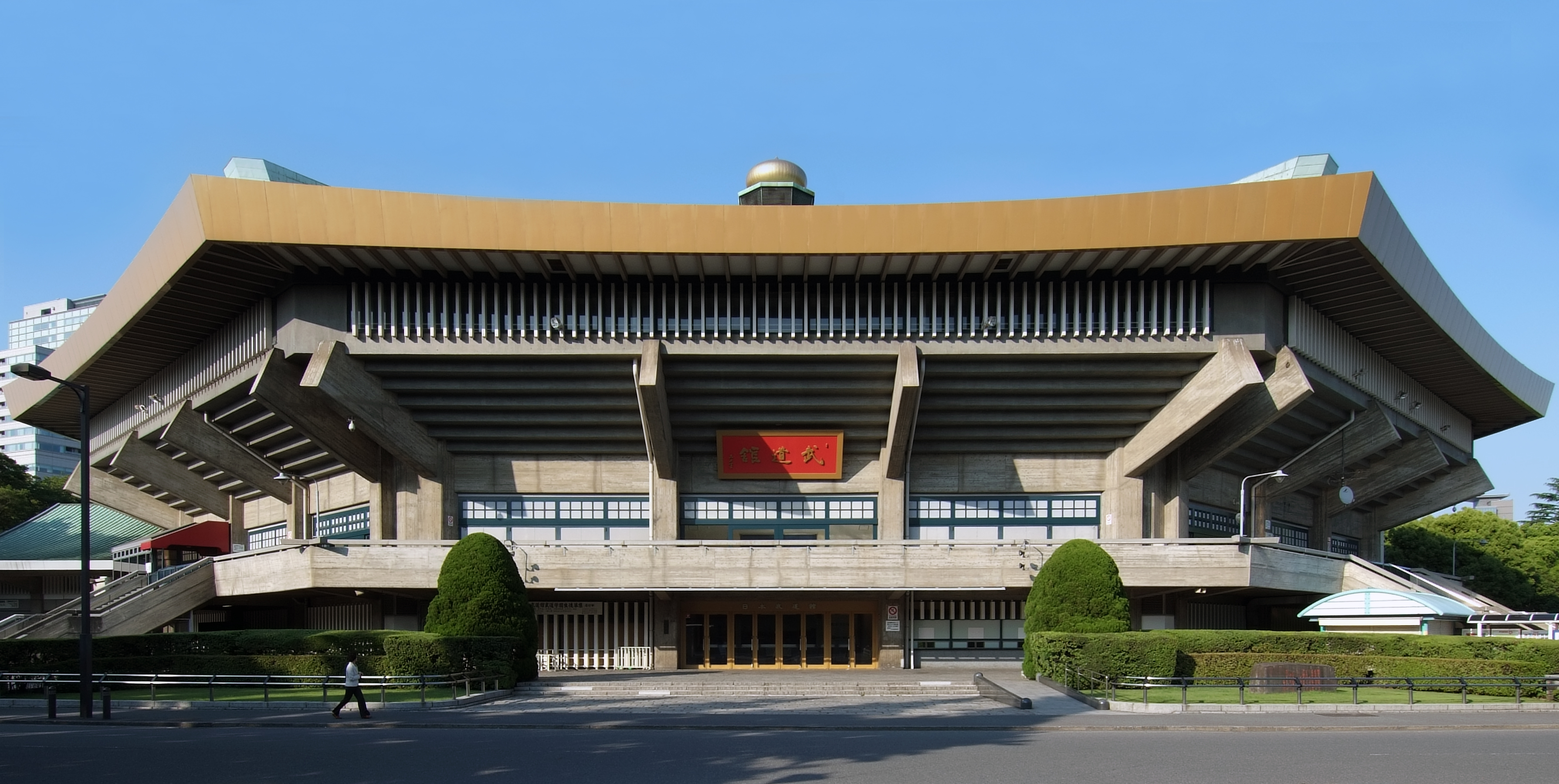
会場の日本武道館

- 発売当初はLP2枚で発売された。（後に発売されたCDでは2枚組）
- 1982年7月27日に行われた日本武道館でのライブを収録している。
- ジャケットの人物は茂野幸子。当時、東京宝映テレビ所属の13歳で、のちにグラビアアイドル・朝倉陽子として活躍した。田村仁は長い髪を気に入って起用したのだが、撮影前日に髪を切ってきた。

## 収録曲
- 全作詞・作曲：吉田拓郎（特記以外）

### レコード盤

#### Side-A
1. 夏休み
2. 春を呼べⅡ
3. あの娘といい気分
4. 爪
作詞:松本隆

#### Side-B
1. 王様達のハイキング 
ベスト盤などを除くとこのアルバムにしか収録されていない曲。ライブバージョンしか存在しない。
2. 悲しいのは 
作詞:岡本おさみ
3. S
同じメロディで歌詞だけが違う「Y」という曲も存在し、そちらはアルバム『無人島で…。』に収録されている。

#### Side-C
1. この指とまれ
2. 狼のブルース 
作詞:松本隆
3. 外は白い雪の夜
作詞:松本隆
4. 愛してるよ
作詞:松本隆

#### Side-D
1. サマータイムブルースが聴こえる
作詞:松本隆
シングル版とは歌詞を変えて歌っている。
2. 唇をかみしめて
3. 祭りのあと
作詞:岡本おさみ
4. マークⅡ

### CD盤

#### Disc1
1. 夏休み
2. 春を呼べⅡ
3. あの娘といい気分
4. 爪
作詞:松本隆
5. 王様達のハイキング
6. 悲しいのは
作詞:岡本おさみ
7. S

#### Disc2
1. この指とまれ
2. 狼のブルース
3. 外は白い雪の夜
作詞:松本隆
4. 愛してるよ
作詞:松本隆
5. サマータイムブルースが聴こえる
6. 唇をかみしめて
7. 祭りのあと
作詞:岡本おさみ
8. マークⅡ

## 演奏者
- E.Guitar, Harmonica：吉田拓郎
- E.Guitar：青山徹
- A.Guitar：常富喜雄
- Drums：島村英二
- Bass：武部秀明
- Keyboards：中西康晴・エルトン永田
- Chorus：SUSIE KIM・館野江里子・菊谷淳子